# Kurdesz
Kurdesz – od tureckiego karyndasz (brat, towarzysz), w dawnych litewskich pieśniach biesiadnych wykrzyknik kończący ich strofę. W XVIII w. spopularyzowany za sprawą piosenki Kurdesz, której autorstwo nie jest jasne, przypisywane Franciszkowi Bohomolcowi, również Celestynowi Czaplicowi i Franciszkowi Ksaweremu Chomińskiemu.